# Feuilleea vitiensis
Feuilleea vitiensis là một loài thực vật có hoa trong họ Cucurbitaceae. Loài này được (A. Gray) Kuntze mô tả khoa học đầu tiên năm 1891.